# Premis Kids' Choice
Els Premis Kids' Choice (KCA), igualment anomenats The Nickelodeon Kids' Choice Awards, és una cerimònia americana anual de tramesa de premis, que té lloc, el març o l'abril i que premia personalitats del món de la televisió, del cinema, de la música, etc. Aquí voten els nens.
Aquesta cerimònia per la primera vegada es va realitzar a Anglaterra l'any 2007 tenint com a presentadors els membres del grup britànic McFly. Va ser organitzat per la cadena de cable Nickelodeon. L'emissió presenta moltes celebritats i molts concerts musicals. Aquests últims anys, han estat inclosos especialistes en l'emissió. Will Smith és la personalitat que ha obtingut més premis als KCA (10 premis), seguit de Selena Gomez (8), Miley Cyrus i Amanda Bynes (6), Britney Spears (5) i Hilary Duff (4). Whoopi Goldberg és l'única actriu que ha guanyat un premi Kids' Choice, un Emmy, un Grammy, un Oscar i un Tony. Rosie O'Donnell (8 vegades) i Jack Black (3 vegades) han estat els convidats més recurrents.

## Història
Alan Goodman, Albie Hecht i Fred Seibert van començar l'emissió sota el títol de The Big Ballot ·  ·  ·  l'any 1986.
El sistema de vot per als teleespectadors canadencs va ser possible l'any 2010 amb la inauguració de la versió canadenca de Nickelodeon el novembre de 2009. El juny de 2010, la versió llatinoamericana de Nickelodeon anuncia un Kids' Choice a Mèxic. Els altres països que disposen del seu propi premi Kids' Choice són el Brasil, el Regne Unit, Austràlia i l'Indonèsia.

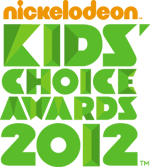
Logotip de l'emissió l'any 2012

## Categories
- Millor revelació web
- Star musical internacional preferida
- Emissió tv preferida (nens)
- Emissió tv familiar preferida
- Emissió de tv realitat preferida
- Dibuix animat preferit
- Actor de tv preferit
- Actriu de tv preferida
- Film preferit
- Actor de cinema preferit
- Actriu de cinema preferida
- Film d'animació preferit
- Veu preferida a un film d'animació
- Malvat preferit
- Dur a coure preferit
- Millors amics per a la vida
- Millors enemics preferits
- Animal mignon preferit
- Joc vídeo preferit
- Grup preferit
- Cantant preferit
- Cantant preferida
- Cançó preferida
- Revelació de l'any
- Clip preferit
- DJ preferit
- Banda original preferida
- Artista musical qui ha fet més buzz

## Presentadors

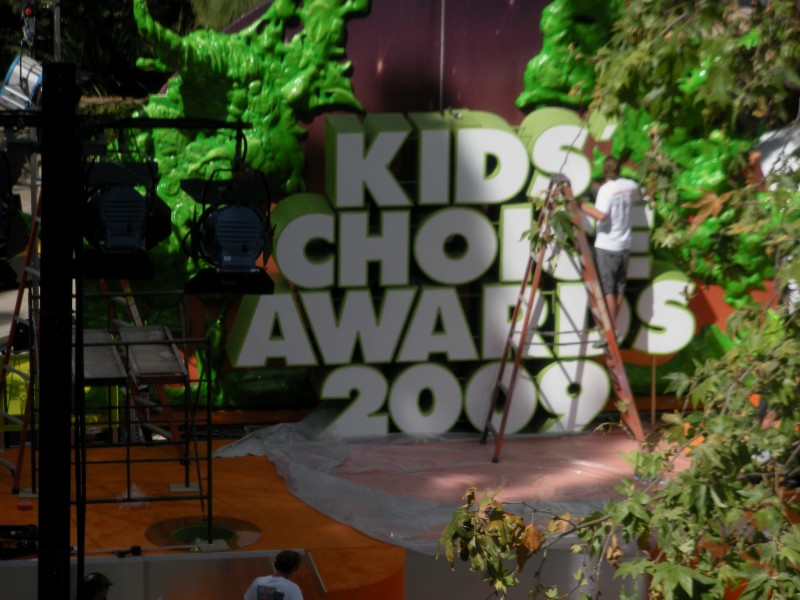
Kids' Choice Awards 2009.

L'any 1987, no hi va haver presentador perquè l'emissió es va titular The Big Ballot.
| Any    | Nom                                                                |
| ------ | ------------------------------------------------------------------ |
| 1988   | Tony Danza Debbie Gibson Brian Robbins Dan Schneider               |
| 1989   | Nicole Eggert Wil Wheaton                                          |
| 1990   | Dave Coulier Candace Cameron David Faustino                        |
| 1991   | Corin Nemec                                                        |
| 1992   | Paula Abdul                                                        |
| 1993   | Brian Austin Green Holly Robinson Tori Spelling                    |
| 1994   | Joey Lawrence Candace Cameron Marc Weiner                          |
| 1995   | Whitney Houston Rick Adams                                         |
| 1996   | Whitney Houston Rosie O'Donnell                                    |
| 1997   | Rosie O'Donnell                                                    |
| 1998   | Rosie O'Donnell                                                    |
| 1999   | Rosie O'Donnell                                                    |
| 2000   | Rosie O'Donnell David Arquette LL Cool J Mandy Moore Frankie Muniz |
| 2001   | Rosie O'Donnell                                                    |
| 2002   | Rosie O'Donnell                                                    |
| 2003   | Rosie O'Donnell                                                    |
| 2004   | Cameron Diaz Mike Myers                                            |
| 2005   | Ben Stiller                                                        |
| 2006   | Jack Black                                                         |
| 2007   | Justin Timberlake                                                  |
| 2008   | Jack Black                                                         |
| 2009 · | Dwayne Johnson                                                     |
| 2010 · | Kevin James                                                        |
| 2011   | Jack Black                                                         |
| 2012   | Will Smith                                                         |
| 2013   | Josh Duhamel                                                       |
| 2014   | Mark Wahlberg                                                      |
| 2015   | Nick Jonas                                                         |
| 2016   | Blake Shelton                                                      |
| 2017   | John Cena                                                          |
| 2018   | Kevin Hart                                                         |